# Sareee
Sari Fujimura (藤村 沙里, Fujimura Sari, 31 de março de 1996) é uma lutadora profissional japonesa. Ela atua principalmente no Japão como freelancer sob o nome de ringue Sareee e está contratada pela promoção americana Sukeban, onde compete sob o nome de ringue Sareee Bomb, sendo a atual campeã mundial da Sukeban em seu primeiro reinado. Ela também é a fundadora e responsável pela promoção independente Sareee-ISM. É conhecida por seu trabalho em promoções como Dream Star Fighting Marigold, JWP Joshi Puroresu, Pro Wrestling Wave, Seadlinnng, Sendai Girls' Pro Wrestling, World Woman Pro-Wrestling Diana e WWE. Na Marigold, ela é a campeã inaugural do Marigold World Championship. Ela também é ex-campeã do Beyond the Sea Single Championship, campeã do Beyond the Sea Tag Team Championship, campeã do JWP Junior Championship, campeã do Princess of Pro-Wrestling Championship, campeã do Sendai Girls World Championship, campeã do WWWD World Championship e campeã do WWWD Tag Team Championship.
Fujimura fez sua estreia em abril de 2011, aos 15 anos. Ela trabalhou para a World Woman Pro-Wrestling Diana por seis anos, antes de se transferir para a Seadlinnng em fevereiro de 2017. Após deixar a Seadlinnng em setembro, retornou à Diana, onde competiu até janeiro de 2020. Ela então assinou com a WWE em 2020 e atuou na marca NXT sob o nome de ringue Sarray de 2021 a 2023. Após sua passagem pela WWE, ela retornou ao Japão, atuando como freelancer. No final de 2023, ela assinou com a promoção americana Sukeban.

## Carreira na luta livre profissional

### World Woman Pro-Wrestling Diana (2011–2020)

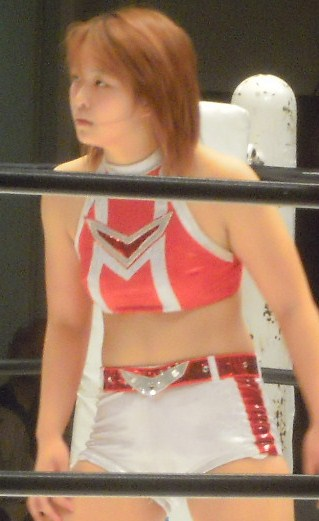
Sareee em outubro de 2011.

Fujimura inicialmente queria ingressar na NEO Japan Ladies Pro-Wrestling, mas optou por treinar com Kyoko Inoue depois que ela deixou a promoção em julho de 2010. Enquanto treinava com Inoue, também fez treinamentos extras no dojo de Animal Hamaguchi sob a orientação de Kyoko Hamaguchi. Em 10 de fevereiro de 2011, Inoue contratou Sari para sua nova promoção, a World Woman Pro-Wrestling Diana, como trainee. Ela recebeu o nome de ringue Sareee em 3 de março, uma combinação de seu nome de nascimento com o nome da banda Greeeen, da qual ela era fã. Inicialmente, ela faria sua estreia no show de estreia da Diana em 21 de março de 2011, mas devido aos efeitos do Grande Terremoto do Japão Oriental e o acidente nuclear de Fukushima, o primeiro show da Diana em Fukushima foi cancelado e sua estreia foi adiada para abril. Ela fez sua estreia em 14 de abril de 2011, perdendo para Meiko Satomura. Em 10 de maio, foi escolhida para enfrentar a lenda do Joshi puroresu Aja Kong em uma luta individual no Kawasaki City Gymnasium. Apesar de perder, ela escapou do vertical drop brainbuster de Kong, recebendo uma grande reação da plateia. Em 4 de setembro, obteve sua primeira vitória indireta, fazendo parceria com Kyoko Inoue para vencer Kong e Andrea Mother em um show produzido por Hikaru. Ela finalmente conseguiu sua primeira vitória individual em 20 de abril de 2012, derrotando Nana Kawasa. Em 28 de janeiro de 2013, teve sua primeira chance de título, fazendo equipe com Inoue em uma derrota para Kaoru Ito e Tomoko Watanabe pelo Campeonato de Duplas da Diana, que estava vago.

## Outras mídias
Fujimura, como Sarray, é uma personagem jogável no videogame WWE 2K22 (DLC "The Whole Dam Pack").

## Títulos e prêmios
- Dream Star Fighting Marigold

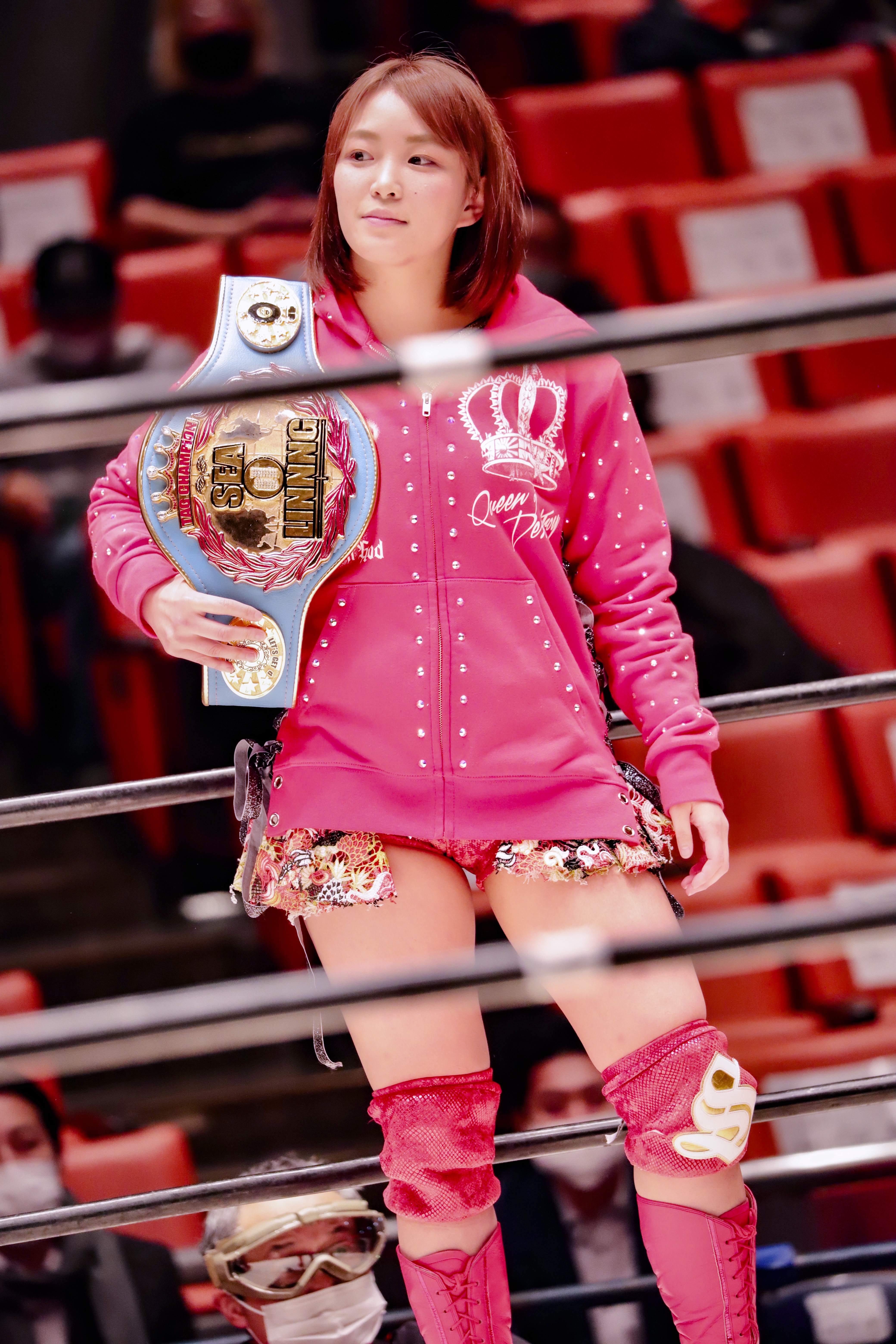
Sareee com o Beyond the Sea Tag Team Championship da Seadlinnng

  - Marigold World Championship (1 vez, inaugural)
  - Prêmio Dream★Star GP (1 vez)
    - Prêmio de Melhor Luta da Star League (2024) vs. Nanae Takahashi em 23 de setembro[12]

  - Prêmios de Fim de Ano da Marigold (2 vezes)
    - Prêmio de Melhor Luta (2024) vs. Nanae Takahashi em 13 de dezembro[13]
    - Prêmio de MVP (2024)[13]
- JWP Joshi Puroresu
  - JWP Junior Championship (1 vez)[14]
  - Princess of Pro-Wrestling Championship (1 vez)[14]
- Pro Wrestling Illustrated
  - PWI a colocou na #6ª posição das 250 melhores lutadoras individuais no PWI Women's 250 em 2024[15]
- Pro Wrestling Wave
  - Torneio de Duplas Young OH! OH! (2015) – com Meiko Tanaka[16]
  - Dual Shock Wave (2020) – com Hibiki[17]
- Seadlinnng
  - Beyond the Sea Single Championship (1 vez)
  - Beyond the Sea Tag Team Championship (1 vez) – com Yoshiko[18]
- Sendai Girls' Pro Wrestling
  - Sendai Girls World Championship (1 vez)
- Sukeban
  - Sukeban World Championship (1 vez, atual)
- Tokyo Sports
  - Grande Prêmio de Luta Livre Feminina (2024)
- World Woman Pro-Wrestling Diana
  - WWWD World Championship (2 vezes)
  - WWWD Tag Team Championship (1 vez) – com Jaguar Yokota[19]
  - One Night Tournament (2015)[20]